# 오악 (한국)
오악(五嶽)은 한국의 이름난 다섯 산을 뜻한다.
- 동악 - 금강산
- 서악 - 묘향산
- 남악 - 지리산
- 북악 - 백두산
- 중악 - 삼각산

## 신라 오악
- 동악 - 토함산
- 서악 - 계룡산
- 남악 - 지리산
- 북악 - 태백산
- 중악 - 팔공산

## 경기 오악
- 감악산
- 운악산
- 관악산
- 화악산
- 송악산

## 같이 보기
- 오악 (중국)